# Catasetum purum
Catasetum purum är en orkidéart som beskrevs av Christian Gottfried Daniel Nees von Esenbeck och Sinning. Catasetum purum ingår i släktet Catasetum och familjen orkidéer. Inga underarter finns listade i Catalogue of Life.

## Bildgalleri

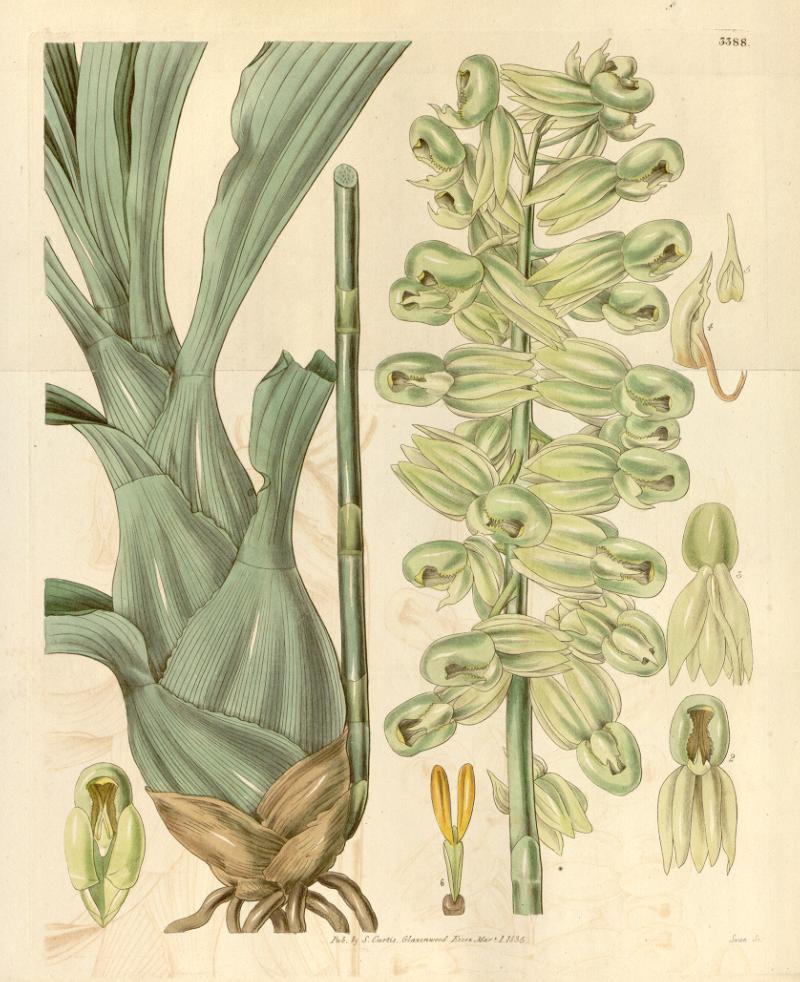